# Richard Simmons
Milton Teagle "Richard" Simmons, ameriški komik in igralec, * 12. julij 1948, New Orleans, Louisiana, ZDA, † 13. julij 2024, Los Angeles, ZDA.